# Otto Eberhard
 Otto Eberhard (* 28. November 1875 in Ludwigslust; † 26. September 1966 in Hohen Neuendorf) war ein deutscher evangelischer Theologe und Religionspädagoge.

## Leben
Der Pfarrerssohn Eberhard besuchte die Schule in Ludwigslust und in Brandenburg/Havel bis zur Abitur 1893. Er studierte evangelische Theologie in Erlangen bei dem traditionalistischen Theodor von Zahn und dem Dogmatiker Reinhold Seeberg, Greifswald und Rostock, bis 1897 und absolvierte den Vorbereitungsdienst in Neukloster. 1901 wurde er Rektor der Volksschule in Zarrentin (Mecklenburg) und zugleich Leiter der Fortbildungsschule (einem Vorläufer der heutigen Berufsschule). 1908 wurde er von der thüringischen Landesregierung als Seminardirektor nach Greiz zur Reorganisation des Lehrerseminars berufen. Zudem wurde er mit der Einführung der staatlichen Fortbildungsschule betraut. 1914 wurde er zum Schulrat ernannt. Nach der Reform der Seminarausbildung trat er 1927 in den beamtenrechtlichen Wartestand und siedelte nach Hohen Neuendorf um. 1927–1930 wurde er Dozent am Religionspädagogischen Institut in Berlin bei Friedrich Delekat. 1933 versetzte ihn Gauleiter Fritz Sauckel vom Warte- in den Ruhestand.
Ab 1945 war Otto Eberhard für kurze Zeit in Berlin-Pankow als Dozent für Religionsmethodik im ersten katechetischen Laienlehrgang tätig. Von 1947 bis 1949 arbeitete er als Lateinlehrer an einer Berliner Oberschule und von 1951 bis 1952 unterrichtete er Christenlehre an dieser Schule.
Eberhard war gegen das erlebnislose Auswendiglernen des Religionsunterrichts und wollte vom Alltagsleben der Kinder ausgehen, um Glauben und Ethik zu verankern. Dazu gehörten lebendiges Erzählen und Nachspielen biblischer Geschichten. Das reine Hören des Wortes Gottes reiche nicht aus, so gegen die Religionspädagogik im Umfeld von Karl Barth.

## Schriften
- Die Kirche als Macht im Volksleben. In: Zeitfragen des christlichen Volkslebens. Band 28, Heft 2, Stuttgart 1903.
- Innere Mission und Volksschule. In: Zeitfragen des christlichen Volkslebens. Band XXX, Heft 7, Stuttgart 1905.
- Die Gleichnisfrage. Eine theologische Untersuchung mit pädagogischer Spitze. Wismar 1907.
- Palästina. Erlebtes und Erlerntes im heiligen Lande. Eisleben, 1910.
- Der Katechismus als pädagogisches Problem im Licht des Arbeitsschulgedankens. Berlin 1912.
- Im Glauben stark, Deutsch bis ins Mark! Bilder und Gedanken aus dem großen Kriege. Hrsg. vom Christlichen Verein im nördlichen Deutschland. Paul Klöppel, Eisleben 1915,
- Frömmigkeitspflege und Kriegserlebnis. – Auch eine Gegenwartsbetrachtung zur religiösen Erziehung. In: Aus Erziehung und Unterricht, 1916, 1.
- Familienerziehung oder „Freie Schulgemeinde“? In: Deutsch-Evangelisch. Monatsblätter f. d. ges. dt. Protestantismus, 1916, 7, Heft 3, S. 99 ff.
- Aus der neuen Türkei. Eisleben 1917
- Arbeitsschule, Religionsunterricht und Gemeinschaftserziehung. Ein Beitrag zur Tat- und Leibeserziehung. Berlin 1920, 1924.
- Wie lassen sich die modernen pädagogischen Bestrebungen für die evangelische Erziehungsschule fruchtbar machen? Langensalza 1923.
- Neuzeitlicher Religionsunterricht. Handreichung evangelischer Jugenderziehung. Mannheim u. a. 1924.
- (Hrsg.) Arbeitsschulmäßiger Religionsunterricht. Stuttgart 1924, 1925.
- Von der Arbeitsschule zur Lebensschule. Berlin 1925.
- (Hrsg.) Lebendiger Religionsunterricht. In gesammelten Stundenbildern. Stuttgart 1925.
- (Hrsg.) Schule, Religion und Leben. Religionspädagogische Studien. Stuttgart 1926.
- Kirche und Schule im Lebenszusammenhang. Gütersloh 1927.
- Evangelische Lebenskunde auf wertpädagogischer Grundlage. Stuttgart 1928.
- Welterziehungsbewegung. Kräfte und Gegenkräfte in der Völkerpädagogik. Berlin o. J. (1930).
- Die Pädagogik der Gegenwart und der Religionsunterricht. Leipzig 1930.
- Volk und Gott. Zur volks- und staatspolitischen Aufgabe der religiösen Unterweisung. In: Pastoralblätter, 1934, 72, Heft  10/11, S. 600 ff.

## Ehrungen
- 1924 Ehrendoktor durch die theologische Fakultät der Universität Leipzig.